# 한탄강댐
한탄강댐은 경기도 연천군 연천읍 고문리와 포천시 창수면 신흥리에 위치한 길이 705m, 높이 85m, 저수용량 3억 1,100만m3, 홍수조절용량 3억 500만m3 규모의 홍수 조절용댐이다.

## 역사
한탄강댐 건설은 1999년 임진강 하류 지역 수해 방지 종합 대책으로 추진된 사업으로, 1996년부터 1999년까지 임진강과 한탄강 일대에 산사태와 하천 범람으로 인명과 재산 피해가 반복되자 한탄강에 댐 건립을 추진하였다.
2001년 연천군 연천읍 고문리와 포천시 창수면 신흥리에 길이 705m, 높이 85m, 저수 용량 3억 1100만 톤, 홍수 조절 용량 3억 500만 톤 규모의 한탄강댐 기본 계획이 한국수자원공사에 의해 세워졌다. 그러나 환경 훼손과 예산 낭비 등의 이유를 내세운 지역 주민들과 환경 단체의 반발로 인해 환경 영향 평가 협의가 2년에 걸쳐 진행되어 2003년 7월 말에야 끝났다.
한탄강댐은 다목적댐에서 홍수 조절용댐으로 규모를 축소시켰고, 2006년 12월 댐 건설 기본 계획을 고시하였으나 상류 지역인 강원도 철원군 주민들이 주변 환경을 파괴한다는 이유로 댐 건설 반대 소송을 제기하였다. 그러나 대법원에서는 2009년 5월 한탄강 홍수조절댐 건설 기본 계획 고시 처분 취소 소송에 대해 기각 결정을 내렸다. 2016년 11월 10년 만에 완공되었다.